# Президентские выборы в Колумбии (1922)
Президентские выборы в Колумбии проходили в феврале 1922 года. В выборах основными кандидатами были отставные генералы, которые пользовались широкой поддержкой населения: Бенхамин Эррера от либералов и консерватор Педро Нель Оспина, сын бывшего президента Мариано Оспины Родригеса. Оба были участниками гражданской войны в Колумбии, т.н. Тысячедневной войны. Кандидата от Либеральной партии Бенхамина Эррера поддерживала также Социалистическая партия. Впервые с 1898 года либералы выставили кандидата, поддержанного всеми силами партии. 
В результате победу одержал кандидат Консервативной партии Энрике Олайя Эррера, получивший 62% голосов. Он был приведён к присяге 7 августа 1922 года. Либеральная партия объявила, что выборы были сфальсифицированы. Так, были сообщения о том, что в некоторых муниципалитетах консерваторы продолжали голосовать и через неделю после выборов. Некоторые либералы предлагали вооружённое восстание, однако это было отвергнуто Эррерой, который признал результаты выборов на Национальном конгрессе партии, прошедшей в Ибаге. Тем не менее, Либеральная партия решила не участвовать в выборах 1926 года.

## Результаты
| Кандидат                          | Партия                            | Голоса  | %    |
| --------------------------------- | --------------------------------- | ------- | ---- |
| Педро Нель Оспина Васкес          | Консервативная партия             | 413 619 | 61,7 |
| Бенхамин Эррера                   | Либеральная партия                | 256 231 | 38,2 |
| Прочие кандидаты                  |                                   | 203     | 0,0  |
| Недействительные/пустые бюллетени | Недействительные/пустые бюллетени | 105     | –    |
| Всего                             | Всего                             | 670 154 | 100  |
| Источник: Nohlen                  |                                   |         |      |